# Кастелфранко д'Ољо (Кремона)
Кастелфранко д'Ољо је насеље у Италији у округу Кремона, региону Ломбардија.
Према процени из 2011. у насељу је живело 83 становника. Насеље се налази на надморској висини од 28 м.